# Vincheto

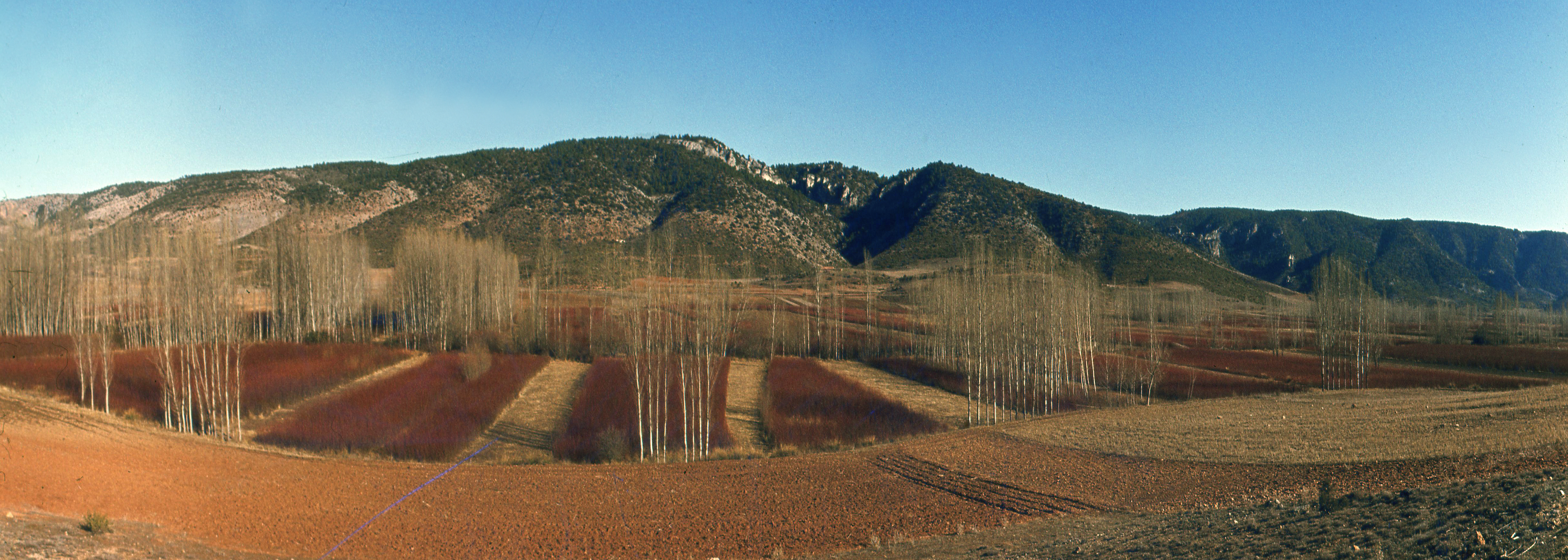
Vincheti a Guadalajara in Spagna

Un vincheto è un terreno piantato a salici lungo le rive di fiumi, laghi, torrenti, canali, dove non difetta il fattore umidità.

## Coltivazione
Un terreno di medio impasto, conservante un certo grado di freschezza durante l'estate, non eccessivamente umido, che permetta lo scolo delle acque superflue, è quindi il terreno ideale per impiantare e far prosperare un vincheto. Il frequente sviluppo spontaneo di salici in terreni sabbiosi, ciottolosi e secchi non deve far credere d'altra parte che queste piante amino i terreni aridi; riescono a sopravvivere in tali terreni grazie al grande apparato radicale che va a cercare l'acqua sino a una notevole profondità.
Alcune varietà, come il Salix caprea e il Salix nigricans, sono adatte davvero a terreni aridi, secchi e sabbiosi, dove altri salici morirebbero o vivrebbero stentatamente. La lavorazione autunnale del terreno in profondità è condizione essenziale per assicurare al vincheto sicuro attecchimento e forte rigogliosità.
Nelle vicinanze del Piave, dove le trincee erano già state riempite, alcuni salici allineati si sono sviluppati così tanto da differenziarsi rispetto agli altri salici spontanei della stessa varietà cresciuti nelle vicinanze. Il lavoro di scasso a mano del vincheto, anche se più costoso, è più preciso. In caso di piccole estensioni a vincheto, lo scasso a mano è preferibile; nel caso di superfici estese, di un ettaro o più, o di terreno a sottosuolo permeabile, è sufficiente l'uso di un buon aratro seguito da ripuntatore.
La sistemazione preparatoria del vincheto è importante: il terreno va mantenuto il più piano possibile, asportando la terra dai punti di rialzo per portarla negli spazi da colmare. Va curato il risanamento del terreno dalle acque in eccesso: nei terreni paludosi va smaltito l'eccesso di acqua scavando una rete di fossi di scolo profondi circa 60 centimetri e larghi all'incirca mezzo metro, ripartendo in modo uniforme la terra scavata sulla superficie del terreno.
Qualora si intenda realizzare una coltura intensiva, non basta tenere conto dell'ambiente in cui la pianta si sviluppa spontaneamente: per rendere un vincheto duraturo e produttivo, il terreno deve ricevere un'abbondante concimazione d'impianto.